# Pheasant Creek
Pheasant Creek är ett vattendrag i Kanada.   Det ligger i provinsen Saskatchewan, i den sydöstra delen av landet, 2 100 km väster om huvudstaden Ottawa.
Trakten runt Pheasant Creek består till största delen av jordbruksmark. Trakten runt Pheasant Creek är nära nog obefolkad, med mindre än två invånare per kvadratkilometer.